# Бобровник Петро Миколайович
Петро Миколайович Бобровник (1864 — ?) — селянський депутат Державної думи Російської імперії I скликання від Волинської губернії.

## Біографія
Народився у селянській сім'ї середнього достатку. Православний українець, селянин Новоград-Волинського повіту Волинської губернії. Закінчив двокласне училище. Служив волосним суддею .
15 квітня 1906 року обраний до Державної думи Російської імперії I скликання від загального складу виборщиків Волинського губернського виборчого зібрання. Безпартійний, але за політичними поглядами лівий (лівіше від конституційних-демократів ("кадетів"), але до Трудової групи (ліво-радикалів) не вступив). Був в аграрній комісії. Подальша доля невідома.